# Gerstbräu
Gerstbräu ist ein Weiler im oberpfälzischen Markt Eslarn, im Landkreis Neustadt an der Waldnaab in Bayern.

## Geografische Lage
Der Ort liegt im Naturpark Nördlicher Oberpfälzer Wald ca. 2 km südöstlich von Eslarn, auf einer Höhe von 516 m ü. NN.

## Einwohnerentwicklung
Im Bistumsmatrikel von 1913 wird Gerstbräu nicht erwähnt.
Am 31. Dezember 1990 hatte Gerstbräu 14 Einwohner und gehörte zur Pfarrei Eslarn.